# 開普敦人種

成年布希曼人

開普敦人種，是一位人类学家Carleton S. Coon 在1962年提出，用于形容开普敦与卡拉哈里沙漠的原住民，他们是黑色人种中的特殊分类。
这是因为他们膚色偏黄，有蒙古褶，与班图人很不同，所以有人提议用開普敦人種称呼他们。最近基因研究撒哈拉以南民族也与他们有关。最近有人认为他们与第一批走出非洲的智人有关。